# Années 820 av. J.-C.
Les années 820 av. J.-C. couvrent les années de 829 av. J.-C. à 820 av. J.-C.

## Événements

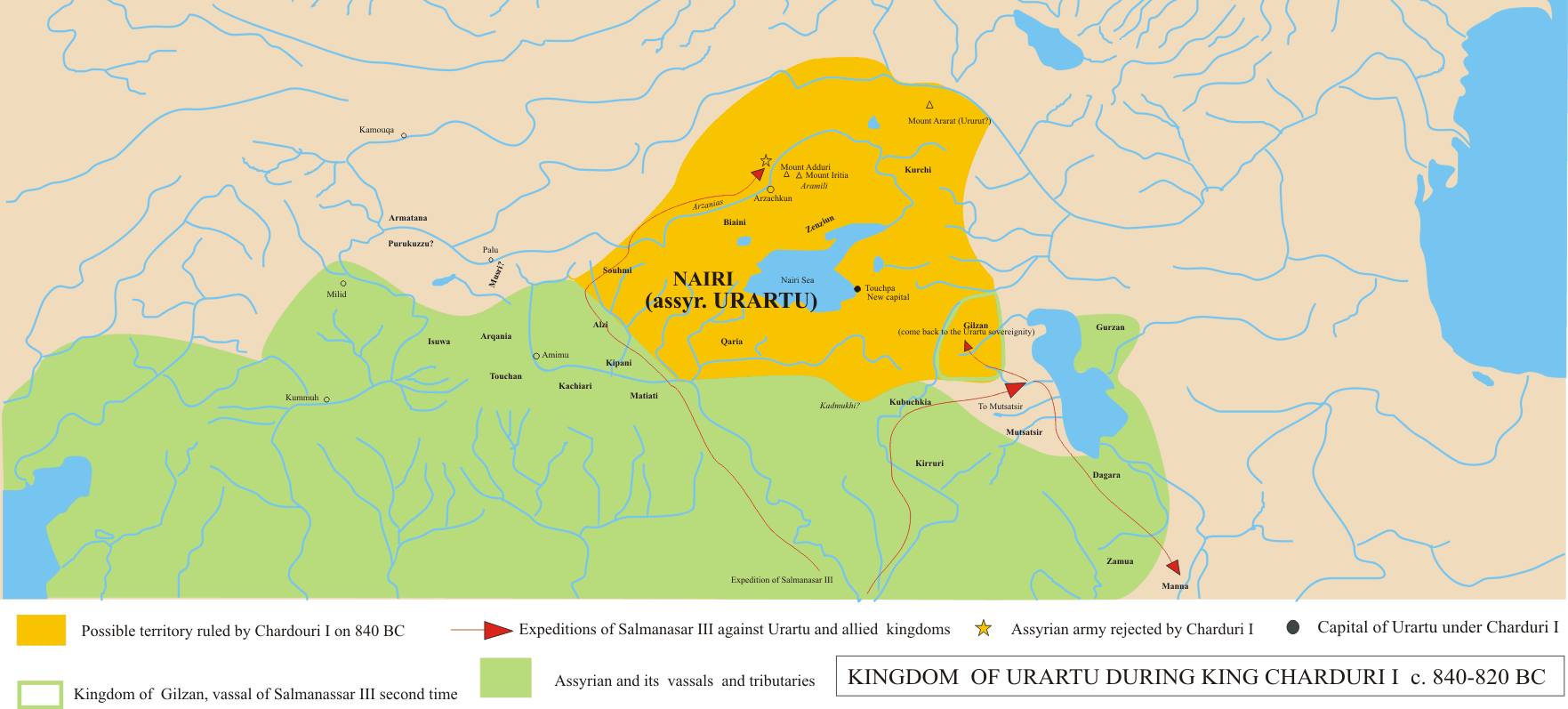
L'Urartu de 840 à 820

- Vers 830-821 av. J.-C. : règne de Mattan Ier, roi de Tyr[1]. Il a deux enfants, Élyssa (Didon) et Pygmalion. Son règne est troublé par des querelles politiques, qui se poursuivent sous le règne d’Élyssa qui lui succède à sa mort. Pour renforcer son autorité, Élyssa épouse Sychée, grand prêtre de Melkart, mais celui-ci est assassiné par Pygmalion qui prend le pouvoir à Tyr. Élyssa se réfugie à Chypre avec ses partisans. Puis après avoir enlevé plusieurs jeunes filles de Chypre, elle débarque en Afrique en 814  av. J.-C. et fonde Carthage[2].
- 827 av. J.-C. : en Assyrie, Assur-danin-pal, allié à la petite noblesse et à 27 cités (dont Assur, Ninive, Erbil et Arrapha), déclenche la guerre civile contre son père Salmanazar III. Le vieux roi confie à son autre fils Shamshi-Adad V le soin de mater la révolte (fin en 820 av. J.-C.). La révolte d’Assur-danin-pal est celle des cités Assyriennes et de la petite noblesse rurale contre les « grands » du royaume, les riches et puissants gouverneurs des provinces nouvellement annexées et certains dignitaires de la cour, comme le turtânu Daiân-Ashur qui conduit depuis cinq ans toutes les campagnes à la place du roi[3].
- 827-781 av. J.-C. : règne de Zhou Xuanwang, onzième roi de la dynastie Zhou, en Chine[4]. Il est le fils du tyran Zhou Liwang.
- 825 av. J.-C. : trafic attesté entre l’Eubée et la Syrie du Nord par la présence de céramique grecque sur le site araméen d’Al-Mina (en), à l’embouchure de l’Oronte[5] (aujourd'hui Samandağ).
- 825-773 av. J.-C.[3] (ou 823-772 av. J.-C.[6]) : règne de Sheshonq III. Son long règne est marqué par l’augmentation de l’anarchie et la fondation par Pétoubastis Ier d’une dynastie rivale établie à Tanis (XXIIIe dynastie, vers 817 av. J.-C.[3])[7]. Le pouvoir réel passe dans les mains du clergé d’Amon.

- 824-806 av. J.-C. : règne d’Ishpuini Ier, roi d’Urartu[3]. Il s’empare de la région de Musasir, entre les lacs de Van et d’Urmiah et de la région de Parsua, peuplée de Mèdes et de Mannéens (Mannaï).

- 823-811 av. J.-C. : règne de Shamshi-Adad V, roi d’Assyrie. Période d’instabilité en Assyrie à la mort de Salmanazar III. Shamshi-Adad ne parvient à réprimer la révolte des 27 villes allumée par son frère que vers 820 av. J.-C.[3].
- 821 av. J.-C. : fondation de Kambé par des Sidoniens dans le golfe de Tunis[8].
- Vers 821-774 av. J.-C. : règne de Pumiyaton (Pygmalion), roi de Tyr[1].
- Vers 820-790 av. J.-C. : règne d'Agésilas Ier, roi de Sparte.